# Steilacoom (Washington)
Steilacoom je gradić u američkoj saveznoj državi Washington. Prema popisu stanovništva iz 2010. u njemu je živjelo 5.985 stanovnika.